# Sandskjera (Øygarden)
Ne doit pas être confondu avec Sandskjera.
Sandskjera est une île dans le landskap Sunnhordland du comté de Vestland. Elle appartient administrativement à Øygarden.

## Géographie
Rocheuse et désertique, à fleur d'eau, formé de trois îlots, elle s'étend sur environ 93 m de longueur pour une largeur approximative de 70 m.